# Oktatásügyi Minisztérium
Az Oktatásügyi Minisztérium a minisztériumok egyike volt a Magyarország Népköztársaság idején. Rövidítése: OM.

## Története
Az első Oktatásügyi Minisztérium 1953. július 4-ével jött létre, miután összevonták az addigi Felsőoktatási Minisztériumot a Közoktatásügyi Minisztériummal. 
Ez a minisztérium 1957. január 1-jével  szűnt meg, amikor összevonták a Népművelési Minisztériummal. Jogutódja a Művelődésügyi Minisztérium volt.
A második Oktatásügyi Minisztérium úgy jött létre, hogy 1974. június 21-én a Művelődésügyi Minisztérium kettévált: létrejött az Oktatásügyi Minisztérium és a Kulturális Minisztérium.
1980. június 27-én az Oktatásügyi Minisztériumot és a Kulturális Minisztériumot összevonták Művelődési Minisztérium néven.

## Oktatásügyi miniszterek
- 1953–1956. Erdey-Grúz Tibor
- 1956. Kónya Albert
- 1974. június 21. – 1980. június 27. Polinszky Károly